# Filmpuls
Filmpuls ist ein deutschsprachiges Fachmagazin für Film, Video, Werbung, Medien und Marketing. Es richtet sich an Filmemacher und Auftraggeber für die Kommunikation, Public Relations und Marketing mit Bewegtbild, in Deutschland, der Schweiz und Österreich. Das Onlineportal filmpuls.info hat eine Reichweite von 434.043 Unique Visitors und wies per Januar 2021 über 15.410 Newsletter-Abonnenten aus den DACH-Raum aus. 68 % der Leser des Magazins stammen aus Deutschland.

## Autoren und Redaktion
Als Redaktionsmitglieder und freischaffende Autoren haben für Filmpuls Artikel verfasst u. a. (in alphabetischer Reihenfolge): Carrie Duvan, Maurus Eugster, Pascal Kohler, Marianne van der Kooi, Carlo P. Olsson (Chefredaktion), Pavel Sokolov, Neil Raouf, Volker Reimann, Markus Röthl, Gabriela Weingartner, Philippa von Wittgenstein und Kristian Widmer sowie der unter Pseudonym publizierende Filmkritiker und ehemalige Produzent Zachary Z.
Auch Gastautoren aus unterschiedlichen Sparten und Filmstudierende veröffentlichen auf filmpuls.info regelmäßig redaktionell kuratierte Beiträge.

## Rubriken
Filmpuls umfasst als Magazin aktuell sieben Rubriken, die in redaktioneller Eigenleistung mit Inhalten bedient werden:
1. Fachwissen (zu Film- und Videoproduktion)
2. Insider (Einblicke in die Video- und Filmproduktionsbranche)
3. Praxistest (Produkte-Tests)
4. Interviews mit Filmschaffenden aus dem In- und Ausland.
5. Fallstudien (Analysen über die Kreation und Herstellung von Auftragsvideos)
6. Filmkritiken (Spielfilme und Dokumentarfilme)
7. News

Im Herbst 2018 wurde die Berichterstattung des Magazins erstmals auch auf Filmfestivals erweitert und eine Reportage über das Dokumentarfilm-Festival Leipzig veröffentlicht. Anfang 2019 wurden neu auch Filmbesprechungen aufgenommen. Ebenso veröffentlicht das Online-Magazin seit Oktober 2019 ausgesuchte Pressemeldungen. Diese werden auch im Newsletter und mit einem News-Ticker verbreitet.

## Interviews
Zu den Filmschaffenden, die dem Magazin exklusive Einblicke in ihre Arbeit geben, gehören:
- der zweifache Oscar-Gewinner Andrew R. Jones (Avatar, Godzilla, Titanic, Der König der Löwen)
- TV-Moderator und Multitalent Wigald Boning,
- die Regisseure Markus Welter, Udo Flohr, Patrick Merz und Jürg Ebe,
- die Filmeditoren Sven Pape und Michael Schaerer
- der Cinematographer Adrian Teijido (Narcos von Netflix),
- Festivalgründer Kacper Sawicki,
- Storytelling-Expertin Petra Sammer,
- die Drohnenpiloten Dionys Frei und Davide Tiraboschi (13 Hours, Transformers: The Last Knight).

## Gründungsgeschichte
Das Filmmagazin Filmpuls wurde 2015 als Content-Marketing-Plattform der Condor Films konzipiert. Die Inhalte wurden dabei sowohl als hochwertiges Print-Magazin (Auflage: 5.000 Exemplare) wie auch kostenlos für eine breite Leserschaft online publiziert. 2017 wurde das Magazin in eine eigene Gesellschaft überführt und für das weitere Wachstum von der Gründerfirma losgelöst. Dies, um neutral und weitgefasster über Themen im gesamten deutschen Sprachraum berichten zu können.
Das Online-Magazin veröffentlicht seine Inhalte ohne kommerzielle Absichten. Es folgt dabei der Maxime, dass erfolgreiche Filme drei wesentliche Komponenten benötigen: Talent, Erfahrung und Wissen. Filmpuls bezeichnet es nach eigenen Angaben als seine Mission, Wissen und Erfahrungen von erfahrenen Filmemachern jungen Talenten und der Kommunikations- und Marketingbranche zugänglich zu machen.

## Entwicklung
Von 2016 bis 2018 publizierte das Filmpuls Magazin ausgesuchte Artikel auf einer Website namens Videothink mit eigenem Branding. Weil die Mehrzahl der Suchmaschinen den englischen Begriff als Videothek zu erkennen glaubten, wurde die Site per 31. Oktober 2018 wieder aufgegeben. Im Februar 2020 erfolgte eine Wiederaufnahme englischer Publikationen mit einem Relaunch, diesmal identisch zum erfolgreichen deutschsprachigen Webauftritt, unter der Webpräsenz filmpulse.info.